# Zádonština
Zádonština (rusky Задонщина) je staroruská literární památka, vzniklá na přelomu 14. a 15. století. Jejím obsahem je poetické vylíčení bitvy na Kulikovském poli z roku 1380, v níž se vojskům ruských knížectví, kterým velel moskevský kníže Dmitrij Donský, podařilo poprvé porazit Tatary, vedené emírem Mamajem (v díle označovaný jako царь, tj. car, v pozdějších českých překladech jako chán). Jde o lyricko-epické dílo, které by se dalo žánrově označit za hrdinskou báseň v próze. Jeho název by se dal přeložit jako oblast ležící za řekou Don.

## Rukopisy a první ruská vydání Zádonštiny
Dílo vzniklo koncem 14. století a společně s letopisem Pověst o porážce Mamajově (Сказаниe о Мамаевом побоище) je nejstarším dokladem o Kulikovské bitvě. Jeho text se zachoval v šesti neúplných verzích z 15. až 17. století, První z nich, pozdní opis ze 17. století s názvem Slovo o velikém knížeti Dmitriji Ivanovičovi a bratrovi jeho knížeti Vladimiru Andrejeviči (Слово о великом князе Дмитрии Ивановиче и о брате его, князе Владимире Андреевиче), byl nalezen a vydán roku 1852 znalcem a sběratelem starých rukopisů Vukolem Michajlovičem Undolským.

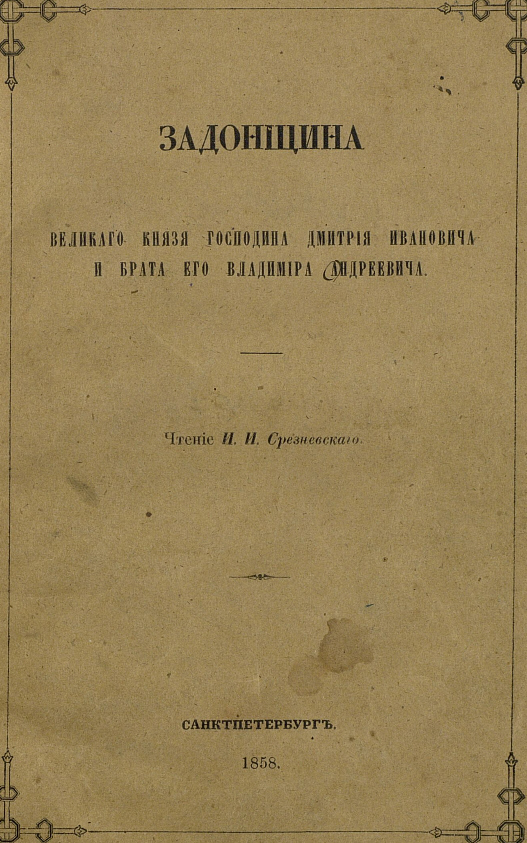
Ruské vydání Zádonštiny z roku 1858

Roku 1858 byl objeven v Kirillo-Bělozerském klášteře rukopis z 15. století s názvem Zádonština velikého knížete pana Dmitrije Ivanoviče a bratra jeho knížete Vladimira Andrejeviče (Задонщина великого князя господина Дмитрия Ивановича и брата его князя Владимира Андреевичe), ve kterém je jako autor uveden rjazaňský kněz nebo mnich Sofonij (Sofronij) Rjazaněc. Není o něm v podstatě nic jiného známo, jen některé prameny ze 16. století uvádějí jakéhosi brjanského bojara Sofonie, pozdějšího rjazaňského duchovního.
Bělozerský rukopis obsahuje tzv. krátkou redakci textu, končící pláčem bojarských žen nad nesmírnými ruskými ztrátami v bitvě, a má charakter žalozpěvu. Rukopis Undolského a další čtyři později nalezené rukopisy obsahují delší redakci, která oslavuje ruské vítězství, zdůrazňuje nutnost ruské jednoty a úlohu moskevských knížat jako nástupců knížat Kyjevské Rusi. Literární vědci se proto pokoušeli zrekonstruovat celou Zádonštinu propojením krátké a dlouhé redakce. První takový text vznikl a byl vydán již roku 1858 a vytvořil jej ruský filolog Izmail Ivanovič Srezněvskij. Toto vydání pak využil Karel Jaromír Erben při svém překladu Zádonštiny do češtiny roku 1869.
Mnoho literárních vědců považuje delší redakci Zádonštiny za původní, ačkoliv jsou její rukopisy mladší. Významný český badatel v oblasti staroslověnské a staré ruské literatury Jan Frček publikoval na rozdíl od nich názor, že Zádonština byla zkomponována primárně jako žalozpěv nad padlými bojovníky. Teprve později, když bylo vítězství nad Tatary již definitivní, vznikla nová verze textu jako delší oslavná skladba.

## Zádonština a Slovo o pluku Igorově
Výzkumy textu Zádonštiny odhalily její kompoziční a jazykově stylistickou podobnost s eposem Slovo o pluku Igorově, jehož pravost je často zpochybňována. Tyto filiace mezi oběma texty považují zastánci pravosti eposu za důkaz jeho starobylosti a Zádonštinu považují za jeho napodobení. Odpůrci pravosti Slova však vidí v Zádonštině jeden z jeho zdrojů, na základě kterých byl koncem 18. století jako preromantický podvrh vytvořen. I fakt, že Slovo je esteticky hodnotnější než Zádonština, se dá vykládat oběma způsoby, tj. ve prospěch i v neprospěch pravosti eposu.

## České překlady a vydání

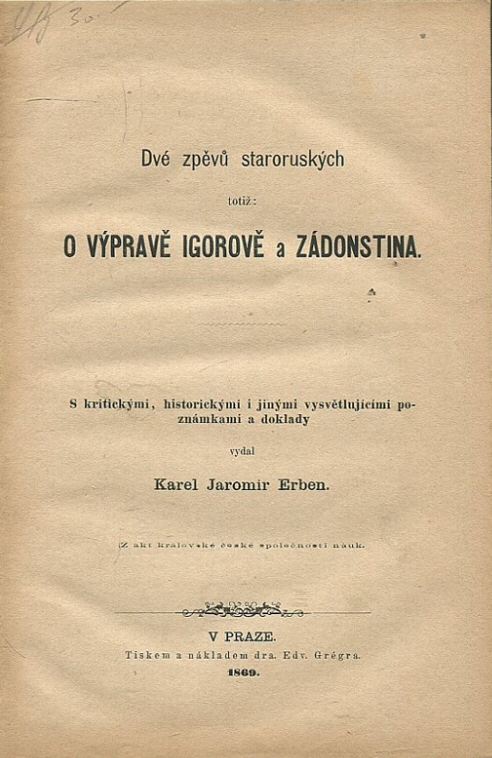
Společné české vydání Slova o pluku Igorově a Zádonštiny z roku 1869

Pokud není uvedeno jinak, jde o překlad rekonstruované verze.
- Dvé zpěvů staroruských, totiž O výpravě Igorově a Zádonština, Edvard Grégr, Praha 1869, přeložil Karel Jaromír Erben.
- Karel Jaromír Erben: Básně a překlady, Melantrich, Praha 1938, znovu 1948.
- Zádonština: staroruský žalozpěv o boji Rusů s Tatary r. 1380, Slovanský ústav a Orbis, Praha 1948, přeložil a studii napsal Jan Frček, překlad krátké redakce písně.
- Tři zpěvy staroruské, SNKLHU, Praha 1955, přeložila Hana Skalová, v knize jsou obsažena díla Zpěv o výpravě Igorově, Pověst o vyvrácení města Rjazaně chánem Batyjem a Píseň o kulikovské bitvě Sofonije Rjazaňce (Zádonština).
- Vitalij Grigorjevič Melenťjev: Zlatý prsten, Panorama, Praha 1988, přeložil Josef Vlášek, výbor statí o ruské kultuře od Kyjevské a Moskevské Rusi po dnešní dobu s ukázkami textů, mezi kterými je Zádonština.
- Písemnictví ruského středověku, Vyšehrad, Praha 1989, přeložili Emilie Bláhová, Zoe Hauptová a Václav Konzal, obsahuje překlad krátké redakce písně.
- Ruská středověká literatura, Pavel Mervart, Červený Kostelec 2013, druhé vydání knihy Písemnictví ruského středověku.